# Viadukt SE-Biatorbágy
A Viadukt SE-Biatorbágy egy labdarúgóklub a Pest megyei első osztályban.

## Történet
A Viadukt Sportegyesület 2003-ban ünnepelte alapításának 100. évfordulóját. Jogelődjét, a TORBÁGYI LABDARÚGÓ EGYESÜLETET 1903-ban alapították. Az egyesület 1989 óta működik Viadukt Sport Egyesület néven. Mára az egyesület a Zsámbéki-medence egyik legnagyobb sportegyesületévé nőtte ki magát, számos szakosztállyal, és mintegy 700 aktívan sportoló gyermekkel, fiatallal, és felnőttel.

## Játékoskeret
Utoljára frissítve: 2019. szeptember. 29.
| No. |              | Poszt | Játékos                      |
| --- | ------------ | ----- | ---------------------------- |
| 1   | Magyarország | K     | Kondor Tamás Jenő            |
| 2   | Magyarország | V     | Telihay Ádám                 |
| 3   | Magyarország | V     | Gyepes Gábor                 |
| 4   | Magyarország | V     | Deldar Haider                |
| 5   | Magyarország | KP    | Harangozó Dávid              |
| 6   | Magyarország | KP    | Kinyik Ádám (csapatkapitány) |
| 7   | Magyarország | CS    | Horváth Ádám Zoltán          |
| 8   | Magyarország | KP    | Stadler Bence                |
| 9   | Magyarország | CS    | Reich Martin                 |

| No. |              | Poszt | Játékos           |
| --- | ------------ | ----- | ----------------- |
| 10  | Magyarország | CS    | Vajda Dániel      |
| 11  | Magyarország | KP    | Lesták Benedek    |
| 12  | Magyarország | KP    | Ladányi Lőrinc    |
| 13  | Magyarország | CS    | Skita Tamás       |
| 14  | Magyarország | KP    | Golda András      |
| 15  | Magyarország | CS    | Bihari Dávid      |
| 16  | Magyarország | V     | Hajagos Dávid     |
| 17  | Magyarország | V     | Papes Ferenc      |
| 20  | Magyarország | K     | Tóth Ádám Kristóf |

## További információ
- Hivatalos oldal
- Viadukt SE-Biatorbágy
- Viadukt SE-Biatorbágy a Facebookon
- MLSZ Adatbank
- Magyarfutball